# Seven
Seven (comercialmente estilizado como Se7en) es una película estadounidense de suspenso y drama de 1995 dirigida por David Fincher, escrita por  Andrew Kevin Walker (quien obtuvo una nominación al premio  BAFTA al mejor guion original) y protagonizada por Brad Pitt y Morgan Freeman, con Gwyneth Paltrow y Kevin Spacey en papeles secundarios. La cinta fue distribuida por New Line Cinema y es una mezcla de suspenso psicológico, neo-noir y buddy film.

## Argumento
Al detective de homicidios William R. Somerset (Morgan Freeman), que está a punto de retirarse, le es asignado como compañero el joven e impulsivo detective David Mills (Brad Pitt), recientemente transferido.
Los detectives empiezan a investigar una serie de asesinatos relacionados con los siete pecados capitales. El primero de ellos es el de un hombre obeso que fue forzado a comer hasta morir, y quien así representa la gula. En cada escena del crimen, Somerset y Mills encuentran nuevas pistas que los conducen al siguiente asesinato, razón por la cual creen que están tras un asesino en serie. El siguiente cadáver es el de un acomodado abogado que fue obligado a cercenarse una parte del cuerpo y morir desangrado (inspirándose el asesino en una cita de El Mercader de Venecia, de William Shakespeare), lo que representa la avaricia. Un conjunto de huellas encontradas en la escena del segundo asesinato conduce a los detectives a un apartamento donde se topan con un hombre demacrado atado a su cama. Al principio creen que está muerto, pero pronto descubren que ha sido mantenido vivo e inmovilizado durante un año exacto; se trata de un traficante de drogas y abusador de menores que simboliza la pereza. Se ha mordido la lengua y su cerebro se halla en un estado tan frágil que un destello de la linterna lo puede hacer colapsar, por lo que el hombre no puede hablar con los detectives. Éstos concuerdan en que el asesino ha venido planeando todos estos crímenes a conciencia y detenidamente.
Después, Somerset conoce a la esposa de Mills, Tracy (Gwyneth Paltrow), que no está contenta con haberse mudado a aquella ciudad. El veterano detective se convierte en el confidente de Tracy, con quien se reúne un día. Ella le confía que está embarazada y que no le ha dicho nada a su esposo, mientras que él le confiesa su aversión por la ciudad, que no ve como un buen lugar para criar hijos. Le cuenta también que casi había llegado a casarse unos años atrás. Finalmente aconseja a Tracy que si planea tener un aborto, no le diga nada a Mills, pero que si decide tener al niño, que lo «mime cada vez que pueda».
Por medio de los registros de una biblioteca, los detectives ubican a un hombre (Kevin Spacey) que se hace llamar John Doe (nombre que se utiliza en ese país para referirse a las personas no identificadas), quien frecuentemente chequea libros relacionados con los pecados capitales. Cuando Doe encuentra a los detectives tocando a la puerta de su departamento, les dispara y huye. Mills lo persigue, pero el perseguido consigue emboscar al perseguidor y encañonarlo con su pistola. No obstante, opta por dejarlo ileso y fugarse. La policía registra el departamento de Doe y encuentra una cuantiosa serie de volúmenes escritos a mano por él, llenos de pensamientos perturbados y pistas sobre la próxima víctima potencial, aunque no se hallan huellas dactilares del sospechoso. Llegan tarde a socorrer a la siguiente víctima, que representa la lujuria, una prostituta asesinada por un hombre obligado por Doe a penetrarla sexualmente con un artefacto sadomasoquista dotado de cuchillas. Después, los dos protagonistas investigan la muerte de una joven modelo cuyo rostro fue mutilado. La muchacha había optado por quitarse la vida en vez de seguir viviendo con el rostro desfigurado y se había convertido así en la quinta víctima, que era símbolo de la soberbia.
Justo cuando Somerset y Mills entran en la comisaría de policía, Doe aparece y se entrega. Se encuentra en él sangre de la modelo y de una víctima no identificada en sus manos. También se descubre que Doe se ha arrancado la piel de las yemas digitales repetidamente para evitar dejar huellas. Por medio de su abogado, Doe hace un trato: conducirá a la policía a los últimos dos cuerpos y confesará sus crímenes, pero con la condición de que únicamente los detectives Mills y Somerset lo acompañen a un lugar que les dirá solo a ellos. De lo contrario, alegará locura en su juicio. Aun con las reservas de Somerset, él y su compañero aceptan llevarlo adonde pide. Doe los dirige, pues, a un área desierta alejada de la ciudad. En el camino habla con los policías y les dice que tiene la misión divina de castigar a los malvados y de revelarle al mundo el pecaminoso lugar en que se ha convertido. También hace algunos comentarios oscuros sobre Mills que incomodan a este.
Finalmente, llegan al lugar y esperan, entonces se acerca una furgoneta de una compañía de transporte. Somerset intercepta al conductor y deja solos a Mills y a Doe. El conductor de la furgoneta explica que tiene instrucciones de dejar un paquete en ese preciso lugar y a esa precisa hora. Mientras tanto, Mills apunta su pistola a Doe, y este le confiesa cuánto lo admira. Somerset abre el paquete y se horroriza al ver su interior. Corre hacia Mills para que este no escuche a Doe, pero el psicópata continúa hablando y revela que la caja contiene la cabeza de Tracy, la esposa de Mills; es decir John Doe representa el pecado de la envidia, por ambicionar la «vida normal» de Mills; y que mató a Tracy tras haber intentado representar el papel de esposo con ella. Luego menciona que la mujer estaba embarazada, dato que Mills desconocía y que termina de sacarlo de quicio. Somerset ya no puede controlar a su compañero, quien finalmente mata a John Doe y se convierte así en el símbolo del último pecado capital, la ira. Luego, Mills es arrestado por homicidio.
La historia concluye ese día, al atardecer, cuando Somerset se retira de aquella escena de crimen citando una frase de Por quién doblan las campanas, de Ernest Hemingway: «El mundo es un buen lugar por el que vale la pena luchar», y agrega: «Estoy de acuerdo con la segunda parte».

## Reparto
- Brad Pitt como el Detective David Mills.
- Morgan Freeman como el Detective William Somerset.
- Gwyneth Paltrow como Tracy Mills.
- Kevin Spacey como John Doe.
- R. Lee Ermey como Capitán de Policía.
- Richard Roundtree como Fiscal de Distrito Martin Talbot.
- John C. McGinley como Oficial de SWAT apodado "California".
- Daniel Zacapa como Detective Taylor.
- John Cassini como Oficial Davis.
- Mark Boone Junior como informante del FBI.
- Charles S. Dutton como un policía.
- Richard Portnow como el Dr. Beardsley
- Michael Massee  como hombre de la cabina.
- Leland Orser como hombre en pánico.

## Producción

### Guion
En una entrevista con la revista Cinefantastique, el guionista Andrew Kevin Walker dijo que la mayor influencia que tuvo el guion provenía de su estancia en la ciudad de Nueva York, tiempo que dedicó a escribir. «No me gustó mi estancia en Nueva York, pero es verdad que si no hubiese vivido allí probablemente no habría escrito Seven», declaró. 

### Casting
Al Pacino y William Hurt fueron las primeras opciones de la productora para interpretar el papel del detective William Somerset y Denzel Washington fue la primera opción para interpretar al detective David Mills. Sylvester Stallone rechazó el papel de Mills, decisión de la cual posteriormente se arrepentiría, como expresó el mismo Stallone en entrevista con el sitio web global Ain't It Cool News. Val Kilmer y Michael Stipe fueron considerados para interpretar a Jon Doe. Robin Wright hizo una audición para el papel de Tracy Mills y Christina Applegate lo rechazó. Finalmente Kevin Spacey fue el último que se incorporó al elenco de actores. Ocurrió dos días antes de que comenzara el rodaje.

### Rodaje
Una vez que la selección de actores estuvo solucionado se rodó la película en Filadelfia, San Francisco y en una parte de Los Ángeles.
En el rodaje Fincher se encargó de mostrar en la obra cinematográfica las calles llenas de gente, habitantes ruidosos y una opresiva lluvia que parece interminable. Fueron parte fundamental de la película y Fincher quería mostrar con ello una ciudad que fuese «sucia, violenta, contaminada y a menudo deprimente. Visualmente y estilísticamente, esa fue la forma en que quisimos retratar este mundo. Todo lo necesario para ser tan auténtica y cruda como fuese posible».
A este fin, Fincher trabajó con Arthur Max para crear ese mundo sombrío. «Creamos un escenario que refleja el decaimiento moral de sus habitantes», dice Max. «Todo se está cayendo a pedazos y nada está funcionando adecuadamente». La melancolía de la película, oscura, fue creada mediante un proceso llamado bleach bypass, a través del cual la cantidad de brillo en la película se vincula dependiendo de la oscuridad, imágenes sombrías en la película e incremento global de calidad tonal.

## Banda sonora
La música de la introducción es un remix realizado por Coil de la canción “Closer”, del grupo Nine Inch Nails. La canción que se escucha durante los créditos finales es “The Heart's Filthy Lesson”, de David Bowie. La banda sonora original de la película fue compuesta por Howard Shore.
1. "In the Beginning" – The Statler Brothers
2. "Guilty" – Gravity Kills
3. "Trouble Man" – Marvin Gaye
4. "Speaking of Happiness" – Gloria Lynne – escrita por Buddy Scott y Jimmy Radcliffe
5. "Suite orquestal n.º 3 en re mayor, BWV 1068" – escrita por Johann Sebastian Bach, interpretada por Stuttgarter Kammerorchester / Karl Münchinger
6. "Love Plus One" – Haircut One Hundred
7. "I Cover the Waterfront" – Billie Holiday
8. "Now's the Time" – Charlie Parker
9. "Straight, No Chaser" – Thelonious Monk (sacada de Monk in Tokyo)
10. "Portrait of John Doe" – Howard Shore
11. "Suite from Seven" – Howard Shore

La banda sonora compuesta por Shore fue lanzada por Warner Archive Collection en 2016.
1. "The Last Seven Days" - Howard Shore
2. "Gluttony" - Howard Shore
3. "Linoleum" - Howard Shore
4. "Somerset" - Howard Shore
5. "Greed" - Howard Shore
6. "Mrs. Mills" - Howard Shore
7. "Help Me" - Howard Shore
8. "Sloth" - Howard Shore
9. "Library" - Howard Shore
10. "John Doe" - Howard Shore
11. "Apartment #604" - Howard Shore
12. "Lust" - Howard Shore
13. "Pride" - Howard Shore
14. "The Wire" - Howard Shore
15. "Envy" - Howard Shore
16. "Wrath" - Howard Shore

## Recepción
Seven fue estrenada el 22 de septiembre de 1995 en 2441 cines de Estados Unidos, donde recaudó 13,9 millones de dólares en su semana de estreno. Continuó recaudando 100,1 millones en Norteamérica y 227,1 millones en el resto del mundo, para llegar a un total de 327,3 millones de dólares recaudados. La película se convirtió así en un inmenso éxito de taquilla, que además fomentó la carrera de la entonces desconocida actriz Gwyneth Paltrow.
La película recibió críticas negativas por parte de muchos periódicos, pero fue generalmente bien recibida por los críticos. Actualmente tiene una puntuación de 79 % en el sitio web especializado Rotten Tomatoes y se encuentra en el número 22 en el ranking de las mejores 250 películas votadas por los usuarios de IMDb. El filme se encuentra en la posición número 134 de la lista de "Las 500 mejores películas de todos los tiempos" elaborada por la revista Empire.
El éxito de la película también causó que se rodase una serie de películas sobre psicópatas metódicos con un fin intelectual en sus crímenes, aunque ninguno de tales filmes logró el impacto que causó esta película.

## DVD
Para la publicación del DVD, Seven fue remasterizada y presentada en formato widescreen, preservando el aspecto de su exhibición original en los cines. Las opciones de audio incluían Dolby EX 5.1, DTS ES Discrete 6.1 y Stereo Surround Sound.

## Premios
New Line Cinema reestrenó Seven en Westwood, California en Navidad y en Nueva York el 29 de diciembre de 1996, para intentar generar posibles nominaciones en los Premios Óscar para Freeman, Pitt, Fincher y Walker.
Walker recibió una nominación para los premios BAFTA y ganó un premio Saturn al mejor guion original. Richard Francis-Bruce fue nominado para los premios Óscar por su montaje. El extensivo uso del bleach bypass realizado en la película por el director de fotografía Darius Khondji ha sido destacado como una gran influencia para las técnicas fotográficas del cine contemporáneo, especialmente a finales de la década de los 90. Además, la cinta ganó un MTV Movie Award como mejor película.